# 42516 Oistrach
42516 Oistrach este un asteroid din centura principală de asteroizi.

## Descriere
42516 Oistrach este un asteroid din centura principală de asteroizi. A fost descoperit pe 11 noiembrie 1993 la Tautenburg de Freimut Börngen. Asteroidul prezintă o orbită caracterizată de o semiaxă mare de 2,83 ua, o excentricitate de 0,21 și o înclinație de 4,0° în raport cu ecliptica.